# Cocido madrileño

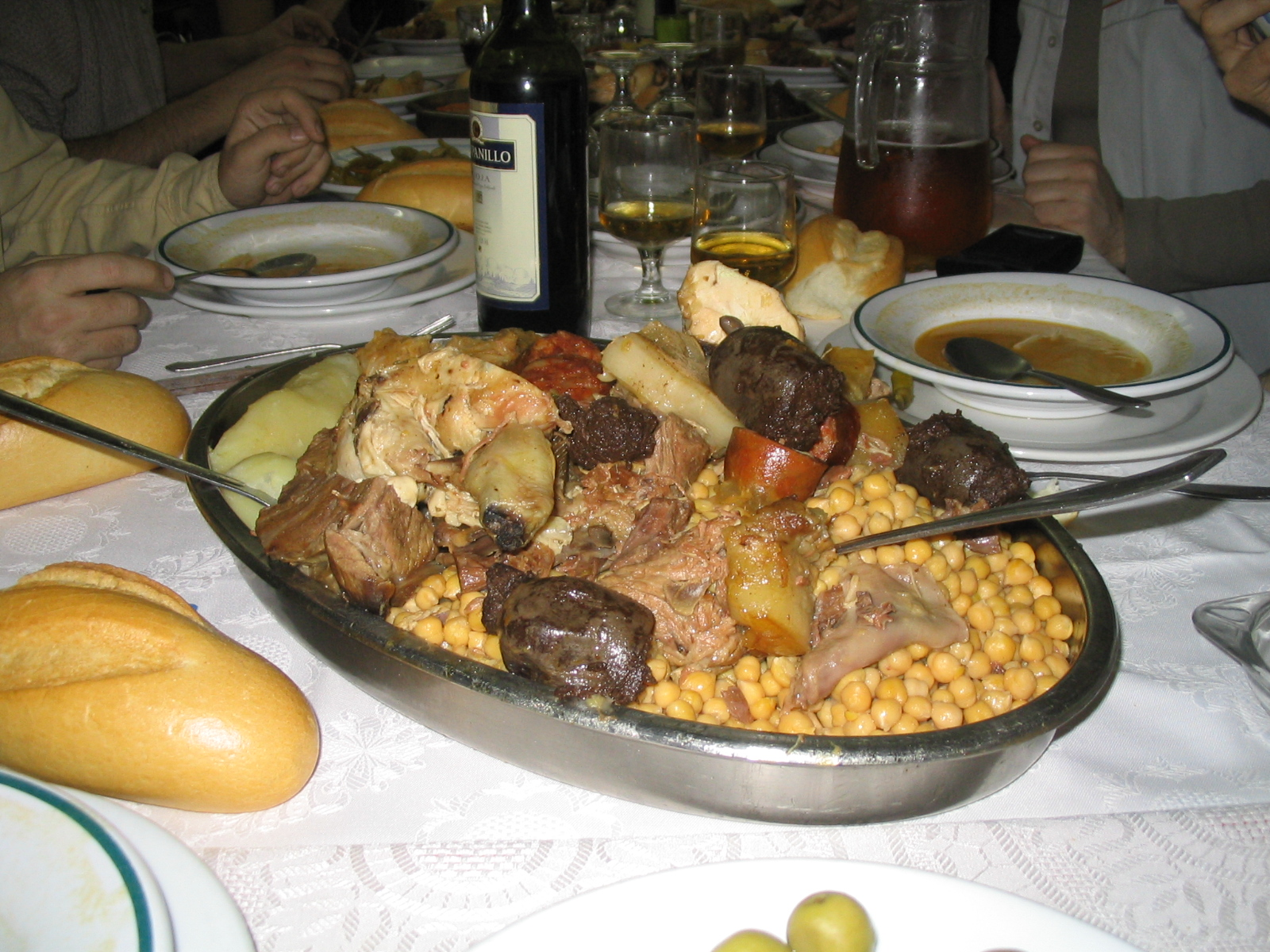
Cocido mit Kichererbsen, Gemüse und Fleisch

Der Cocido madrileño („madrilenischer Eintopf“) ist ein traditioneller Kichererbseneintopf aus der spanischen Hauptstadt Madrid. Aus Gemüse, Kartoffeln und Fleisch zubereitet bildet er eine herzhafte und reichhaltige Mahlzeit, die vor allem im Winter gern gegessen wird, obwohl man sie in den Restaurants das ganze Jahr über auf den Speisekarten finden kann.

## Geschichte
Die Ursprünge des Gerichtes sind nicht sicher bekannt, doch die meisten Quellen gehen darin überein, dass es sich vermutlich während des Mittelalters aus dem sephardischen Gericht Adafina entwickelte. Damals waren Gerichte, die lange gekocht wurden für die Juden unabdingbar, da man solche dann als herzhafte Mahlzeit während des Sabbats essen konnte. Erste Versionen des Eintopfs waren koscher und bestanden aus Eiern und beinhalteten kein Schweinefleisch, doch mit der Zeit wurde Adafina auch andernorts populär.
Mit dem zunehmenden Antijudaismus und der spanischen Inquisition im 15. und 16. Jahrhundert veränderte sich das Gericht wesentlich. Aus Angst, als jüdischer Scheinchrist und „Marrano“ (konvertierter Jude) denunziert zu werden und um zu beweisen, dass man tatsächlich Christ geworden sei, wurde immer häufiger Schweinefleisch in die Mahlzeiten integriert. Bald wurden auch Schweineschmalz, Chorizo (spanische Paprikawurst) und Morcilla (Blutwurst) dem Gericht zugefügt.
Von da an wurde das Rezept nur noch wenig weiterentwickelt und etablierte sich bald als Grundnahrungsmittel der Madrilenischen Küche. Als sich die Stadt im 19. und 20. Jahrhundert immer weiter ausbreitete, war dieses preiswerte und doch nahrhafte Gericht besonders unter den Handwerkern in kleinen Restaurants und Tavernen beliebt. Nach dem Bürgerkrieg, während dessen man viel entbehrte, verlor sich die Popularität des Eintopfes zugunsten von bequemeren Mahlzeiten.
Heutzutage ist Cocido madrileño meist ein hausgemachtes Gericht für besondere Anlässe. Trotzdem führen die meisten Restaurants in Madrid eine Version dieses Eintopfes auf ihrer Tageskarte (speziell an Donnerstagen) und manche traditionellen Restaurants servieren es sogar täglich als Spezialität.

## Zutaten

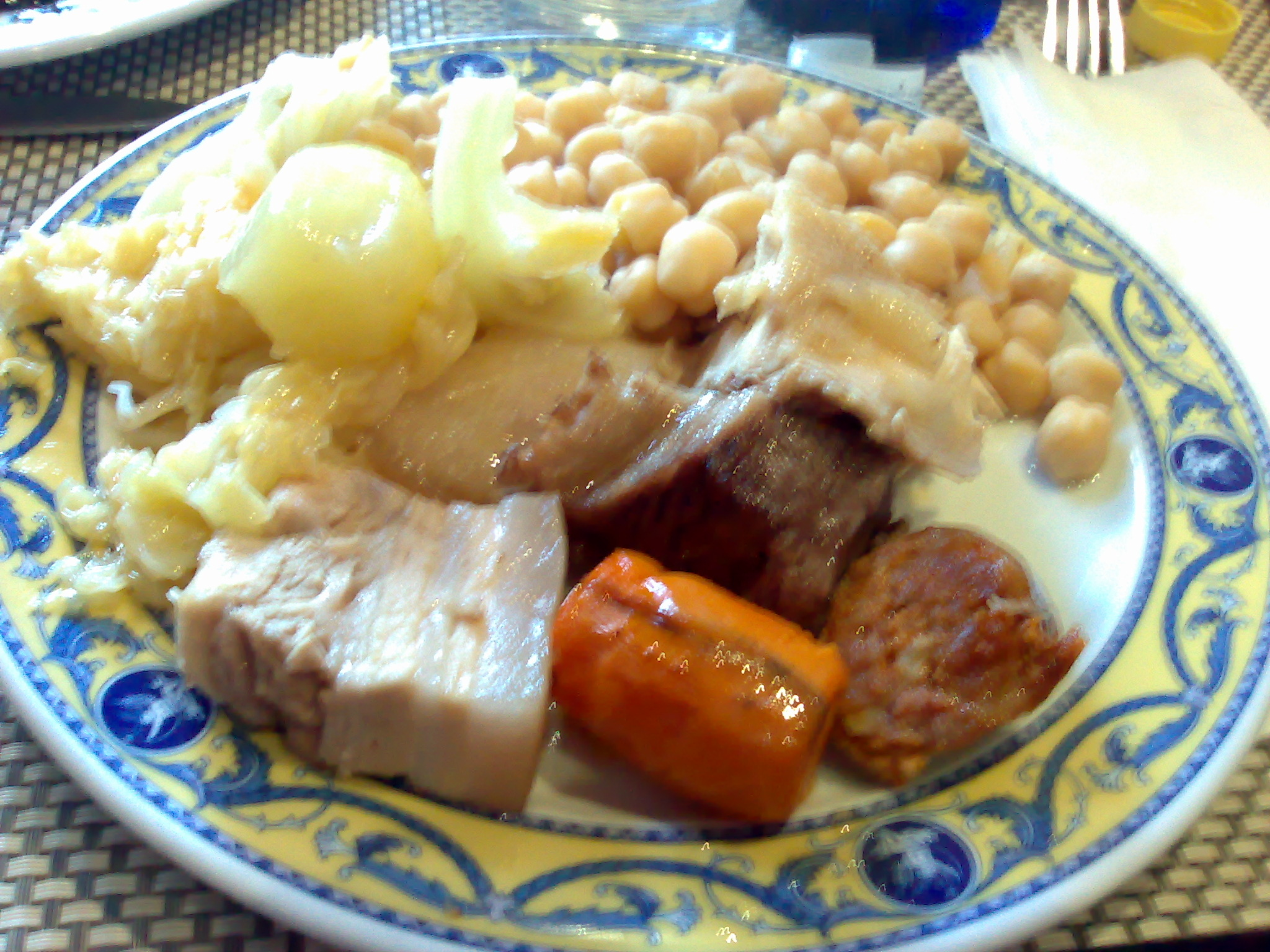
Cocido madrileño

Der Hauptbestandteil des Cocido sind Kichererbsen oder Garbanzo-Bohnen, besonders die größere Sorte (auch als Kabuli bekannt). Dann werden verschiedene Gemüse hinzugefügt: hauptsächlich Kartoffeln, aber auch Weißkohl, Karotten und Rüben. In manchen Fällen werden auch Grüne Bohnen, Mangold und Kardonen hinzugefügt.
Als Fleisch werden grundsätzlich Teile des Schweines verwendet: Schweinebauch, normalerweise frisch, manchmal auch gepökelt (Puristen bestehen sogar darauf, er solle beinahe ranzig sein); frische (ungeräucherte) Chorizo; Zwiebel-Morcilla und getrockneter und gepökelter Serranoschinken. Rinderbein wird auch hinzugetan, je fetthaltiger desto wertvoller. Hühnerfleisch (besonders das alter Hennen) ist ebenfalls eine Zutat des Cocido.
Um die Brühe anzureichern werden noch zwei Arten von Knochen (Schweineschenkelknochen und Rindermarksknochen) hinzugefügt.
Zum Abschluss werden noch Bola, spanische Fleischklöße aus Hackfleisch, Brotkrumen, Petersilie und anderen Gewürzen in den Eintopf gegeben, die die Eier, die man in der Adafina fand, ersetzen sollen.

## Bei Tisch
Die Tradition will es, dass die Zutaten des Cocido separat serviert werden. Jeder Gang wird vuelco (Überschlag) genannt, da bei jedem Servieren der Topf umgedreht werden muss, um die Zutaten voneinander zu trennen.
Der erste vuelco ist die Suppe: die Brühe des Cocido wird abgeschüttet und Nudeln werden darin gekocht. Der zweite vuelco besteht aus den Kichererbsen und dem Gemüse. Im dritten vuelco wird schließlich das Fleisch serviert.
Aus den Resten eines Cocidos können in der spanischen Küche verschiedene weitere Gerichte zubereitet werden. Spanische Kroketten werden üblicherweise mit der Brühe des Cocido als Würzmittel zubereitet. Ropa vieja ist ein gebratener Mix aus Fleisch und Kichererbsen und auch Pringá wird aus den Resten des gebratenen Fleisches mit Brot hergestellt.